# Gansgrün
Gansgrün ist ein Ortsteil der Gemeinde Neuensalz im sächsischen Vogtlandkreis. Er wurde am 1. April 1974 nach Thoßfell eingemeindet, dieses wurde wiederum am 1. Januar 1994 nach Neuensalz eingemeindet.

## Geographie

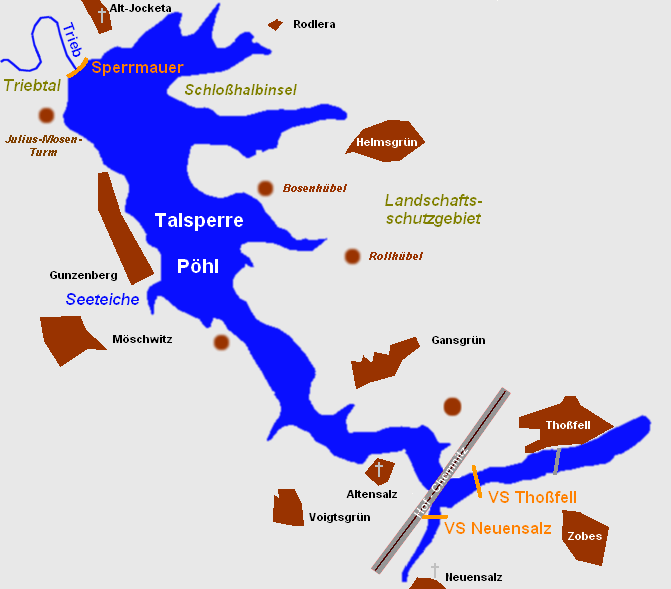
Lage von Gansgrün an der Talsperre Pöhl

### Lage und Verkehr
Gansgrün liegt nördlich von Neuensalz im Zentrum des Naturraumes Vogtland (Mittelvogtländisches Kuppenland im sächsischen Teil des historischen Vogtlands. Westlich des Orts wird die Trieb in der Talsperre Pöhl aufgestaut. Südöstlich von Gansgrün verläuft die Bundesautobahn 72.
Gansgrün ist mit der vertakteten RufBus-Linie 74 des Verkehrsverbunds Vogtland an Jocketa und Thoßfell angebunden. In der Sommersaison verkehrt dieser Bus als feste Linie ohne Voranmeldung rund um die Talsperre Pöhl. In Thoßfell besteht Anschluss zur TaktBus-Linie 63 nach Plauen, Treuen und Lengenfeld.

### Nachbarorte
| Pöhl (alte Ortslage) | Helmsgrün                                   |          |
| Möschwitz            | Kompassrose, die auf Nachbargemeinden zeigt | Thoßfell |
| Voigtsgrün           | Altensalz                                   |          |

## Geschichte
In Gansgrün wurde im Jahr 1327 eine Verteidigungsanlage „Johannsgrune“, vermutlich eine Festung oder Burg erwähnt. Zu dieser Zeit wurde die Burg zusammen mit anderen vogtländischen Burgen von den Vögten von Plauen an die Könige von Böhmen als Oberlehnsherren der Herrschaft Plauen übertragen. Der Ortsname leitet sich von „Rodesiedlung eines Johann“ ab. In der weiteren Geschichte änderte sich der Name von „Jansgrün“ (1428) zu „Gansgrün“ (1460).
Das Rittergut Gansgrün verdankt seine Entstehung dem Deutschen Orden zu Plauen, der seine Besitzungen in Gansgrün im 12. Jahrhundert zur Erbauung einer Terminei benutzte. Im Jahr 1428 ist Conrad Molstorfer von Gansgrün als Besitzer genannt. Mit der Einführung der Reformation im Vogtland wurde um 1520 die Terminei in Gansgrün aufgehoben und der klösterliche Besitz mit den dazu gehörigen Äckern, Wiesen, Wäldern, Teichen und Gebäuden der Familie Röder verliehen. Die Familie von Röder bildete daraus das Rittergut Gansgrün, welches als solches seit 1583 urkundlich nachweisbar ist. Die Familie von Röder besaß außer Gansgrün u. a. noch Pöhl, Cossengrün und Möschwitz. Um 1750 wurde das Rittergut Gansgrün vom Freiherrn von Beust erworben, dem seit 1715 auch das benachbarte Rittergut Thoßfell gehörte. Seitdem wurde das Rittergut Gansgrün bis um 1830 als Vorwerk bewirtschaftet. Nach der Sanierung der Gebäude wurde es wieder selbstständiges Rittergut. 1840 kam das Gut an Theodor Keller auf Liebau. Durch die Wiederheirat von Kellers Witwe kam das Gut im Jahr 1867 an die Familie Arnold. Weitere Besitzer waren Conrad Wolf im Jahr 1901 und Thilo Reinhold Heitsch, der es von 1902 bis zur Enteignung 1953 besaß.
Die Grundherrschaft über Gansgrün lag bis ins 19. Jahrhundert anteilig bei den Rittergütern Gansgrün, Thoßfell und Helmsgrün. Ein weiterer Anteil von Gansgrün unterstand als Amtsdorf direkt dem kursächsischen Amt Plauen. Gansgrün lag bis 1856 im kursächsischen bzw. königlich-sächsischen Amt Plauen. 1856 wurde der Ort dem Gerichtsamt Plauen und 1875 der Amtshauptmannschaft Plauen angegliedert. Im 19. Jahrhundert wurde am Kammerholz die Grube „Lauras Glück“ betrieben. Dort wurden Eisen- und Kupfererze abgebaut. Im Zuge der Bodenreform in der Sowjetischen Besatzungszone wurde der Rittergutsbesitzer Thilo Reinhold Heitsch im Jahr 1953 enteignet und das Rittergut im folgenden Jahr in ein Volksgut umgewandelt. Heute dient es Wohnzwecken.
Durch die zweite Kreisreform in der DDR kam die Gemeinde Gansgrün im Jahr 1952 zum Kreis Plauen-Land im Bezirk Chemnitz (1953 in Bezirk Karl-Marx-Stadt umbenannt), der ab 1990 als sächsischer „Landkreis Plauen“ fortgeführt wurde und 1996 im Vogtlandkreis aufging. Zwischen 1958 und 1964 entstand durch Anstauung der Trieb die Talsperre Pöhl westlich und südlich des Orts. Am 1. April 1974 wurde Gansgrün nach Thoßfell eingemeindet. Am 1. Januar 1994 erfolgte die Eingemeindung von Thoßfell mit seinem Ortsteil Gansgrün nach Neuensalz.

## Persönlichkeiten
- Günther Wolff (* 4. Januar 1901 in Gansgrün; vermisst im September 1944 bei Tallinn) – ein aus der Jugendbewegung kommender deutscher Verleger.